# لیگ قهرمانان کونکاکاف ۲۰۲۱
لیگ قهرمانان کونکاکاف ۲۰۲۱ (که به طور رسمی با نام لیگ قهرمانان کونکاکاف اسکوشیابانک ۲۰۲۱ شناخته می‌شود) سیزدهمین دوره لیگ قهرمانان کونکاکاف با نام فعلی و به طور کلی پنجاه و ششمین دوره از مسابقات برتر باشگاهی فوتبال بود که توسط کونکاکاف، نهاد حاکم منطقه‌ای آمریکای شمالی، آمریکای مرکزی و کارائیب برگزار شد.
با توجه به دنیاگیری کووید-۱۹، این مسابقات که معمولاً هر ساله در اواسط فوریه آغاز می‌شود، در ماه آوریل آغاز شد و با فینال در ماه اکتبر به پایان رسید که به صورت تک‌بازی و به میزبانی فینالیستی که در دوره‌های قبلی عملکرد بهتری داشت، برگزار شد.
باشگاه مکزیکی تیگرس اونال مدافع عنوان قهرمانی بود، اما به این مسابقات راه نیافت و نتوانست از عنوان قهرمانی خود دفاع کند. مونتری با شکست دادن دیگر باشگاه مکزیکی آمریکا، در فینال، پنجمین عنوان قهرمانی خود در لیگ قهرمانان کونکاکاف را کسب کرد و به جام باشگاه‌های جهان ۲۰۲۱ راه یافت.

## نحوه صلاحیت
در مجموع ۱۶ تیم در لیگ قهرمانان کونکاکاف شرکت کردند:
- ۱۰ تیم که به طور مستقیم وارد مسابقات شدند:
  - منطقه آمریکای شمالی: ۹ تیم (از سه فدراسیون)
  - منطقه کارائیب: ۱ تیم (از یک فدراسیون)
- شش تیم از طریق لیگ کونکاکاف (از بین دو تا شش فدراسیون) واجد شرایط شدند

بنابراین، تیم‌های بین ۶ تا ۱۰ تیم از ۴۱ فدراسیون عضو کونکاکاف می‌توانستند در لیگ قهرمانان کونکاکاف شرکت کنند.

### آمریکای شمالی
نه سهمیه برای اتحادیه فوتبال آمریکای شمالی (نافو) به سه انجمن عضو نافو به شرح زیر اختصاص داده شد: چهار سهمیه برای هر یک از کشورهای مکزیک و ایالات متحده، و یک سهمیه برای کانادا.
برای مکزیک، قهرمان و نایب قهرمان مسابقات پلی آف فصل‌های آغازین و پایانی لیگ مکزیک به لیگ قهرمانان کونکاکاف راه یافتند. اگر تیمی فینالیست هر دو تورنمنت بود، سهمیه خالی با استفاده از فرمولی بر اساس سوابق فصل عادی اختصاص داده می‌شد که تضمین می‌کرد دو تیم از طریق هر تورنمنت صعود کنند.
برای ایالات متحده، چهار تیم به لیگ قهرمانان کونکاکاف راه یافتند، سه تیم از طریق فصل لیگ برتر فوتبال (ام‌ال‌اس) و یک تیم از طریق رقابت‌های جام حذفی داخلی:
- قهرمان جام ام‌ال‌اس، مسابقه قهرمانی مراحل پلی آف جام ام‌ال‌اس
- قهرمان ساپورترز شیلد، که به تیمی با بهترین رکورد فصل عادی ام‌ال‌اس اعطا می‌شود
- قهرمان مسابقات ام‌ال‌اس بازگشته (فقط برای لیگ قهرمانان کونکاکاف ۲۰۲۱، جایگزین قهرمان فصل عادی ام‌ال‌اس از کنفرانس شرق یا کنفرانس غرب که قهرمان ساپورترز شیلد نبودند؛ تیم‌ها صرف نظر از اینکه اهل ایالات متحده یا کانادا باشند، واجد شرایط می‌شوند و در صورت قهرمانی در جام ام‌ال‌اس، نایب قهرمان جام ام‌ال‌اس نیز واجد شرایط خواهد بود).
- قهرمان جام یو اس اوپن ۲۰۱۹ (فقط برای لیگ قهرمانان کونکاکاف ۲۰۲۱، جایگزین قهرمان جام آزاد ایالات متحده ۲۰۲۰ شد زیرا این مسابقات در آن سال برگزار نشد).

اگر تیمی وجود داشت که از طریق چندین جایگاه به مسابقات راه یافته بود، یا اگر تیمی از ام‌ال‌اس مستقر در کانادا قهرمان جام ام‌ال‌اس، ساپورترز شیلد یا فصل عادی کنفرانس شده بود (این موضوع برای لیگ قهرمانان کونکاکاف ۲۰۲۱ صدق نمی‌کند)، سهمیه خالی به تیم مستقر در ایالات متحده با بهترین رکورد فصل عادی ام‌ال‌اس که هنوز واجد شرایط نشده بود، اختصاص داده می‌شد.
برای کانادا، قرار بود قهرمان مسابقات قهرمانی کانادا، مسابقات جام داخلی این کشور که به آن جام مسافران اهدا می‌شد، به لیگ قهرمانان کونکاکاف راه پیدا کند. با این حال، فینال بین فورج، قهرمان لیگ برتر کانادا، و تورنتو به موقع برای شروع مسابقات برنامه‌ریزی نشد و بنابراین توافق شد که تورنتو نماینده کانادا باشد. اگر برخی تیم‌های کانادایی در ام‌ال‌اس رقابت می‌کردند، نمی‌توانستند از طریق فصل عادی ام‌ال‌اس یا مراحل پلی آف به این مسابقات راه یابند. علاوه بر این، قهرمانان لیگ برتر کانادا به لیگ کونکاکاف راه پیدا کردند، به این معنی که یک تیم دوم از کانادا (و یک تیم دهم از آمریکای شمالی) می‌توانستند به لیگ قهرمانان کونکاکاف راه پیدا کنند.

### آمریکای مرکزی
تیم‌های اتحادیه فوتبال آمریکای مرکزی (اونکاف)، که شامل هفت انجمن عضو بود، باید از طریق لیگ کونکاکاف به لیگ قهرمانان کونکاکاف راه می‌یافتند. در مجموع ۱۸ تیم از آمریکای مرکزی از طریق لیگ‌های داخلی خود به لیگ کونکاکاف راه یافتند. از آنجایی که به جز چهار تیم، همه تیم‌های حاضر در لیگ کونکاکاف از آمریکای مرکزی بودند، بین دو تا شش تیم از آمریکای مرکزی می‌توانستند به لیگ قهرمانان کونکاکاف راه یابند.

### کارائیب
تیم‌های اتحادیه فوتبال کارائیب (سی‌اف‌یو)، که شامل ۳۱ انجمن عضو بود، یا به عنوان قهرمان جام باشگاه‌های کارائیب کونکاکاف، مسابقات باشگاه‌های شبه‌قاره کارائیب در سطح اول، یا از طریق لیگ کونکاکاف، به لیگ قهرمانان کونکاکاف راه یافتند. از سال ۲۰۱۸، جام باشگاه‌های کارائیب کونکاکاف برای تیم‌های لیگ‌های حرفه‌ای آزاد شد، جایی که آنها می‌توانستند به عنوان قهرمان یا نایب قهرمان لیگ انجمن مربوطه خود در فصل قبل، واجد شرایط شوند.
سه تیم دیگر از کارائیب به لیگ کونکاکاف راه یافتند که شامل نایب قهرمان و تیم سوم جام باشگاه‌های کارائیب کونکاکاف و برنده پلی آف بین تیم چهارم جام باشگاه‌های کارائیب کونکاکاف و قهرمان مسابقات باشگاهی کارائیب کونکاکاف بودند. این مسابقات، مسابقات باشگاهی سطح دوم شبه‌قاره کارائیب بود که برای تیم‌های لیگ‌های غیرحرفه‌ای آزاد بود و آنها می‌توانستند به عنوان قهرمان لیگ انجمن مربوطه خود در فصل قبل، به این مسابقات راه یابند. بنابراین، بین یک تا چهار تیم از کارائیب می‌توانستند به لیگ قهرمانان کونکاکاف راه یابند.

### لیگ کونکاکاف
علاوه بر ده تیم راه یافته مستقیم به لیگ قهرمانان کونکاکاف، ۲۲ تیم دیگر (۱ تیم از آمریکای شمالی، ۱۸ تیم از آمریکای مرکزی و ۳ تیم از کارائیب) به لیگ کونکاکاف راه یافتند، تورنمنتی که از ژوئیه تا نوامبر قبل از لیگ قهرمانان کونکاکاف برگزار می‌شد. شش تیم برتر لیگ کونکاکاف، یعنی قهرمان، نایب قهرمان، هر دو تیم بازنده نیمه‌نهایی و دو تیم برتر بازنده یک‌چهارم نهایی، به لیگ قهرمانان کونکاکاف راه یافتند.

## تیم‌ها
۱۶ تیم زیر (از هشت فدراسیون) به این مسابقات راه یافتند.
- منطقه آمریکای شمالی: ۹ تیم (از سه فدراسیون)
- منطقه آمریکای مرکزی: ۵ تیم (از سه فدراسیون)، که همگی از طریق لیگ کونکاکاف ۲۰۲۰ به این مسابقات راه یافته‌اند.
- منطقه کارائیب: ۲ تیم (از دو فدراسیون)، که یکی از آنها از طریق لیگ کونکاکاف ۲۰۲۰ به این مساباقت راه یافته است.

در جدول زیر، تعداد حضورها، آخرین حضور و بهترین نتیجه قبلی، فقط آن‌هایی که در دوره لیگ قهرمانان کونکاکاف از فصل ۰۹–۲۰۰۸ شروع شده‌اند، در نظر گرفته می‌شوند (و آن‌هایی که در دوره جام قهرمانان از سال ۱۹۶۲ تا ۲۰۰۸ بوده‌اند، در نظر گرفته نمی‌شوند).
| فدراسیون                      | تیم              | نحوه راه‌یابی                                                  | حضور (آخرین)    | بهترین نتیجه (آخرین)    |
| ----------------------------- | ---------------- | ------------------------------------------------------------- | --------------- | ----------------------- |
| مکزیک (۴ سهمیه)               | مونتری           | قهرمان فصل پایانی ۲۰۱۹                                        | ششمین (۲۰۱۹)    | قهرمانی (۲۰۱۹)          |
| مکزیک (۴ سهمیه)               | کروز آزول        | مقام اول فصل عادی آغازین ۲۰۲۰ در زمان تعلیق[نکته مکزیک]       | هفتمین (۲۰۲۰)   | قهرمانی (۱۴–۲۰۱۳)       |
| مکزیک (۴ سهمیه)               | آمریکا           | نایب قهرمان فصل پایانی ۲۰۱۹                                   | ششمین (۲۰۲۰)    | قهرمانی (۱۶–۲۰۱۵)       |
| مکزیک (۴ سهمیه)               | لئون             | مقام دوم فصل عادی آغازین ۲۰۲۰ در زمان تعلیق[نکته مکزیک]       | سومین (۲۰۲۰)    | یک‌هشتم نهایی (۲۰۲۰)     |
| ایالات متحده آمریکا (۴ سهمیه) | کلمبوس کرو       | قهرمان جام ام‌ال‌اس ۲۰۲۰                                        | سومین (۱۱–۲۰۱۰) | یک‌چهارم نهایی (۱۱–۲۰۱۰) |
| ایالات متحده آمریکا (۴ سهمیه) | فیلادلفیا یونیون | قهرمان ساپورترز شیلد ۲۰۲۰                                     | اولین           | اولین                   |
| ایالات متحده آمریکا (۴ سهمیه) | پورتلند تیمبرز   | قهرمان مسابقات ام‌ال‌اس بازگشته[نکته ا.م.۳]                     | سومین (۱۷–۲۰۱۶) | مرحله گروهی (۱۷–۲۰۱۶)   |
| ایالات متحده آمریکا (۴ سهمیه) | آتلانتا یونایتد  | قهرمان جام یو اس اوپن ۲۰۱۹[نکته ا.م.۴]                        | سومین (۲۰۲۰)    | یک‌چهارم نهایی (۲۰۲۰)    |
| کانادا (۱ سهمیه)              | تورنتو           | فینالیست مسابقات قهرمانی کانادا ۲۰۲۰[نکته کانادا]             | هفتمین (۲۰۱۹)   | نایب قهرمانی (۲۰۱۸)     |
| دومینیکن (سهمیه کارائیب)      | اتلتیکو پانتوجا  | تیم برتر مرحله گروهی جام باشگاه‌های کارائیب ۲۰۲۰[نکته کارائیب] | دومین (۲۰۱۹)    | یک‌هشتم نهایی (۲۰۱۹)     |

| فدراسیون   | تیم         | نحوه راه‌یابی                                                       | حضور (آخرین)     | بهترین نتیجه (آخرین)    |
| ---------- | ----------- | ------------------------------------------------------------------ | ---------------- | ----------------------- |
| کاستاریکا  | آلاخولنسه   | قهرمان لیگ کونکاکاف ۲۰۲۰ (رتبه اول)                                | ششمین (۱۵–۲۰۱۴)  | نیمه نهایی (۱۵–۲۰۱۴)    |
| کاستاریکا  | ساپریسا     | نایب قهرمان لیگ کونکاکاف ۲۰۲۰ (رتبه اول)                           | دهمین (۲۰۲۰)     | نیمه نهایی (۱۱–۲۰۱۰)    |
| هندوراس    | المپیا      | تیم بازنده نیمه نهایی لیگ کونکاکاف ۲۰۲۰ با رکورد بهتر (رتبه سوم)   | دوازدهمین (۲۰۲۰) | نیمه نهایی (۲۰۲۰)       |
| هندوراس    | ماراتن      | تیم برنده مرحله پلی آف لیگ کونکاکاف ۲۰۲۰ با رکورد بدتر (رتبه ششم)  | ششمین (۲۰۱۹)     | یک‌چهارم نهایی (۱۰–۲۰۰۹) |
| هائیتی     | آرکاهای     | تیم بازنده نیمه نهایی لیگ کونکاکاف ۲۰۲۰ با رکورد بدتر (رتبه چهارم) | اولین            | اولین                   |
| نیکاراگوئه | رئال استیلی | تیم برنده مرحله پلی آف لیگ کونکاکاف ۲۰۲۰ با رکورد بهتر (رتبه پنجم) | هفتمین (۱۷–۲۰۱۶) | مرحله گروهی (۱۷–۲۰۱۶)   |

نکات
1. ^ کانادا: فینال مسابقات قهرمانی کانادا ۲۰۲۰ بین تیم‌های فورج، قهرمان فصل ۲۰۲۰ لیگ برتر کانادا، و تورنتو، تیمی که بهترین رکورد را در مسابقات مرحله اول برنامه اصلاح‌شده ام‌ال‌اس بین سه تیم کانادایی در طول فصل ۲۰۲۰ لیگ برتر فوتبال آمریکا دارد، در ابتدا به دلیل دنیاگیری کووید-۱۹ در کانادا به سه‌ماهه اول سال ۲۰۲۱ موکول شده بود و برنده به لیگ قهرمانان کونکاکاف ۲۰۲۱ راه پیدا می‌کرد.[۵] با این حال، به دلیل دنیاگیری کووید-۱۹ و محدودیت‌های جاری، این مسابقه باید تا بعد از شروع لیگ قهرمانان به تعویق می‌افتاد. بنابراین، سهمیه کانادا به تورنتو اعطا شد و فورج حق میزبانی فینال را در تاریخ بعدی به دست آورد.[۶]
2. ^ کارائیب: مرحله نهایی جام باشگاه‌های کارائیب ۲۰۲۰ به دلیل دنیاگیری کووید-۱۹ در کارائیب توسط کونکاکاف لغو شدند. تیمی که واجد شرایط نمایندگی اتحادیه فوتبال کارائیب در لیگ قهرمانان کونکاکاف ۲۰۲۱ شد، اتلتیکو پانتوجا از جمهوری دومینیکن، بهترین تیم رتبه‌بندی از مرحله گروهی جام باشگاه‌های کارائیب کونکاکاف ۲۰۲۰ است.[۷]
3. ^ مکزیک: مسابقات آغازین ۲۰۲۰ از فصل ۲۰–۲۰۱۹ لیگ مکزیک به دلیل دنیاگیری کووید-۱۹ در مکزیک لغو شد و عنوان قهرمانی اعطا نشد. دو تیمی که از فصل آغازین ۲۰۲۰ برای نمایندگی فدراسیون فوتبال مکزیک در لیگ قهرمانان کونکاکاف ۲۰۲۱ واجد شرایط شدند، کروز آزول (MEX2) و لئون (MEX4) هستند که در زمان تعلیق، بهترین دو تیم مسابقات آغازین در فصل عادی ۲۰۲۰ بودند.[۸]
4. ^ ایالات متحده ۳: فصل ۲۰۲۰ لیگ برتر فوتبال به دلیل دنیاگیری کووید-۱۹ در ایالات متحده و کانادا به حالت تعلیق درآمد. این فصل با مسابقات ام‌ال‌اس بازگشته در ماه‌های ژوئیه و اوت ۲۰۲۰ از سر گرفته شد، که در آن قهرمانان صرف نظر از اینکه اهل ایالات متحده یا کانادا باشند، از طریق جایگاه سوم ایالات متحده، که در ابتدا فقط به تیمی از ایالات متحده اعطا می‌شد، به لیگ قهرمانان کونکاکاف ۲۰۲۱ راه پیدا می‌کردند و جایگزین قهرمانان فصل عادی کنفرانس شرق یا غرب ام‌ال‌اس ۲۰۲۰ شدند که قهرمان ساپورترز شیلد (USA3) نبود. این تغییر یکباره توسط کونکاکاف، فدراسیون فوتبال ایالات متحده و انجمن فوتبال کانادا تأیید شد و هیچ ارتباطی با جایگاه کانادا در لیگ قهرمانان کونکاکاف ۲۰۲۱ نداشت، که قرار بود به قهرمان مسابقات قهرمانی کانادا در سال ۲۰۲۰ اعطا شود. بنابراین، اگر تیمی از کانادا قهرمان مسابقات ام‌ا‌ل‌اس بازگشته می‌شد، تنها سه تیم (به جای چهار تیم معمول) از ایالات متحده و دو تیم (به جای یک تیم معمول) از کانادا (بدون در نظر گرفتن تیم کانادایی که می‌توانست از طریق لیگ کونکاکاف ۲۰۲۰ صعود کند)، به لیگ قهرمانان کونکاکاف ۲۰۲۱ راه می‌یافتند. اگر همان تیم هم قهرمان مسابقات ام‌ال‌اس بازگشته و هم جام ام‌ال‌اس می‌شد، نایب قهرمان جام ام‌ال‌اس برای این سهمیه واجد شرایط می‌شد و اگر همان تیم هم قهرمان مسابقات ام‌ال‌اس بازگشته و هم مسابقات قهرمانی کانادا می‌شد، اتحادیه فوتبال کانادا تصمیم می‌گرفت که کدام تیم دوم از کانادا برای سهمیه خالی واجد شرایط می‌شود.[۹][۱۰]
5. ^ ایالات متحده ۴: مسابقات جام یو اس اوپن ۲۰۲۰ به دلیل دنیاگیری کووید-۱۹ در ایالات متحده لغو شد.[۱۱] فدراسیون فوتبال ایالات متحده اعلام کرد که آتلانتا یونایتد به دلیل قهرمانی در مسابقات سال قبل، سهمیه رزرو شده برای قهرمان جام (USA4) را دریافت خواهد کرد..[۱۲]

## قرعه کشی
قرعه کشی لیگ قهرمانان کونکاکاف ۲۰۲۱ در تاریخ ۱۰ فوریه ۲۰۲۱، ساعت ۱۹:۰۰ به وقت شرق آمریکا (یوتی‌سی ۵:۰۰-)، در دفتر مرکزی کونکاکاف در میامی، فلوریدا، ایالات متحده برگزار شد.
قرعه کشی، هر مسابقه در مرحله یک‌هشتم نهایی (شماره ۱ تا ۸) بین یک تیم از گلدان ۱ و یک تیم از گلدان ۲ را که هر کدام شامل هشت تیم بودند، تعیین می‌کرد. «گلدان‌های جایگاه نمودار» (گلدان A و گلدان B) شامل جایگاه‌های نمودار شماره ۱ تا ۸ مربوط به هر مسابقه بودند. به تیم‌های گلدان ۱، یک جایگاه نمودار از گلدان A و به تیم‌های گلدان ۲، یک جایگاه نمودار از گلدان B اختصاص داده شد. تیم‌های یک انجمن نمی‌توانستند در مرحله یک‌هشتم نهایی در مقابل یکدیگر قرار بگیرند، به جز تیم‌های «وایلدکارد» که جایگزین تیمی از انجمن دیگر می‌شدند.
سیدبندی تیم‌ها بر اساس شاخص جدید باشگاه‌های کونکاکاف انجام شد. شاخص باشگاه‌های کونکاکاف، به جای رتبه‌بندی هر تیم، بر اساس عملکرد درون زمین تیم‌هایی بود که در پنج دوره قبلی لیگ قهرمانان کونکاکاف، سهمیه‌های واجد شرایط مربوطه را اشغال کرده بودند. کونکاکاف برای تعیین کل امتیازات اعطا شده به یک سهمیه در هر دوره از لیگ قهرمانان کونکاکاف، از فرمول زیر استفاده کرد:
| امتیاز برای | حضور | برد | تساوی | صعود به مرحله بعد | قهرمانی |
| ----------- | ---- | --- | ----- | ----------------- | ------- |
| امتیاز برای | ۴    | ۳   | ۱     | ۱                 | ۲       |

جایگاه‌ها طبق قوانین زیر تعیین شدند:
- برای تیم‌های آمریکای شمالی، ۹ تیم بر اساس معیارهای تعیین‌شده توسط انجمن خود (مثلاً قهرمان مسابقات، نایب قهرمان، قهرمان جام) واجد شرایط شدند و در نتیجه برای هر تیم یک جایگاه اختصاصی (مثلاً MEX۱، MEX۲) در نظر گرفته شد. اگر تیمی از کانادا از طریق لیگ کونکاکاف واجد شرایط شود، در داخل انجمن خود رتبه‌بندی می‌شود و در نتیجه یک جایگاه اختصاصی (مثلاً CAN۲) برای آنها در نظر گرفته می‌شود.
- برای تیم‌های آمریکای مرکزی، آنها از طریق لیگ کونکاکاف واجد شرایط می‌شوند و بر اساس رتبه‌بندی لیگ کونکاکاف خود در هر انجمن رتبه‌بندی می‌شوند و در نتیجه یک جایگاه اختصاصی (مثلاً CRC۱، CRC۲) برای هر تیم در نظر گرفته می‌شود.
- برای تیم‌های کارائیب، به قهرمان جام باشگاه‌های کارائیب کونکاکاف جایگاه قهرمان کارائیب (مثلاً CCC۱) اختصاص داده می‌شود. اگر تیم‌های کارائیب از طریق لیگ کونکاکاف واجد شرایط شوند، بر اساس رتبه‌بندی لیگ کونکاکاف خود در هر انجمن رتبه‌بندی می‌شوند و در نتیجه یک جایگاه اختصاصی (مثلاً JAM۱، SUR۱) برای هر تیم در نظر گرفته می‌شود.

۱۶ تیم به شرح زیر در گلدان‌ها توزیع شدند:
| گلدان   | رتبه | سهمیه | ۱۶–۲۰۱۵ | ۱۷–۲۰۱۶ | ۲۰۱۸ | ۲۰۱۹ | ۲۰۲۰ | مجموع | تیم              |
| ------- | ---- | ----- | ------- | ------- | ---- | ---- | ---- | ----- | ---------------- |
| گلدان ۱ | ۱    | MEX2  | ۲۰      | ۳۰      | ۲۵   | ۲۱   | ۲۴   | ۱۲۰   | کروز آزول        |
| گلدان ۱ | ۲    | MEX1  | ۳۳      | ۲۷      | ۱۲   | ۲۰   | ۱۱   | ۱۰۳   | مونتری           |
| گلدان ۱ | ۳    | MEX3  | ۲۳      | ۱۵      | ۱۷   | ۲۶   | ۱۱   | ۹۲    | آمریکا           |
| گلدان ۱ | ۴    | USA3  | ۱۶      | ۲۰      | ۱۷   | ۱۱   | ۱۱   | ۷۵    | پورتلند تیمبرز   |
| گلدان ۱ | ۵    | CAN1  | ۸       | ۲۲      | ۲۱   | ۵    | ۱۰   | ۶۶    | تورنتو           |
| گلدان ۱ | ۶    | USA2  | ۱۳      | ۱۴      | ۷    | ۱۵   | ۱۶   | ۶۵    | فیلادلفیا یونیون |
| گلدان ۱ | ۷    | USA1  | ۱۴      | ۱۱      | ۱۱   | ۱۱   | ۶    | ۵۳    | کلمبوس کرو       |
| گلدان ۱ | ۸    | USA4  | ۱۶      | ۸       | ۵    | ۱۱   | ۱۲   | ۵۲    | آتلانتا یونایتد  |
| گلدان ۲ | ۹    | MEX4  | ۱۸      | ۱۰      | ۹    | ۴    | ۷    | ۴۸    | لئون             |
| گلدان ۲ | ۱۰   | CRC2  | ۹       | ۱۴      | ۵    | ۷    | ۴    | ۳۹    | ساپریسا          |
| گلدان ۲ | ۱۱   | HON2  | ۱۱      | ۱۱      | ۵    | ۰    | ۱۱   | ۳۸    | ماراتن           |
| گلدان ۲ | ۱۲   | CRC1  | ۱۰      | ۸       | ۵    | ۷    | ۶    | ۳۶    | آلاخولنسه        |
| گلدان ۲ | ۱۳   | HON1  | ۱۰      | ۱۱      | ۵    | ۴    | ۵    | ۳۵    | المپیا           |
| گلدان ۲ | ۱۴   | CCC1  | ۸       | ۵       | ۴    | ۴    | ۴    | ۲۵    | اتلتیکو پانتوجا  |
| گلدان ۲ | ۱۵   | NCA1  | ۴       | ۶       | ۰    | ۰    | ۰    | ۱۰    | رئال استیلی      |
| گلدان ۲ | ۱۶   | HAI1  | ۰       | ۴       | ۰    | ۰    | ۰    | ۴     | آرکاهای          |

## فرمت
در لیگ قهرمانان کونکاکاف، ۱۶ تیم در یک تورنمنت تک‌حذفی بازی کردند. هر بازی به صورت رفت و برگشت برگزار می‌شد.
- در مرحله یک‌هشتم نهایی، یک‌چهارم نهایی و نیمه نهایی، در صورت نتیجه مساوی پس از بازی برگشت، قانون گل زده در خانه حریف اعمال می‌شود. در صورت تساوی در آن، ضربات پنالتی برای تعیین برنده استفاده خواهد شد.
- در فینال، اگر نتیجه پس از پایان مسابقه مساوی می‌شد، بازی به وقت اضافه کشیده می‌شد. اگر پس از وقت اضافه نیز نتیجه مساوی بود، ضربات پنالتی برای تعیین برنده استفاده می‌شد.

## برنامه مسابقات
برنامه مسابقات به شرح زیر است.
| مرحله         | بازی رفت         | بازی برگشت                                   |
| ------------- | ---------------- | -------------------------------------------- |
| یک‌هشتم نهایی  | ۶–۸ آوریل ۲۰۲۱   | ۱۳–۱۵ آوریل ۲۰۲۱                             |
| یک‌چهارم نهایی | ۲۷–۲۸ آوریل ۲۰۲۱ | ۴–۵ مه ۲۰۲۱                                  |
| نیمه نهایی    | ۱۱–۱۲ اوت ۲۰۲۱   | ۱۵–۱۶ سپتامبر ۲۰۲۱ (در ابتدا ۲۴–۲۶ اوت ۲۰۲۱) |
| فینال         | ۲۸ اکتبر ۲۰۲۱    | ۲۸ اکتبر ۲۰۲۱                                |

زمان‌ها به وقت شرقی و طبق فهرست کونکاکاف هستند (زمان‌های محلی داخل پرانتز هستند).

## نمودار
|  |                  |                  |                  |                  |              |   |   |                 |                 |               |                      |               |  |  |            |            |            |            |            |  |  |       |       |       |
|  | یک‌هشتم نهایی     | یک‌هشتم نهایی     | یک‌هشتم نهایی     | یک‌هشتم نهایی     | یک‌هشتم نهایی |   |   | یک‌چهارم نهایی   | یک‌چهارم نهایی   | یک‌چهارم نهایی | یک‌چهارم نهایی        | یک‌چهارم نهایی |  |  | نیمه نهایی | نیمه نهایی | نیمه نهایی | نیمه نهایی | نیمه نهایی |  |  | فینال | فینال | فینال |
|  | یک‌هشتم نهایی     | یک‌هشتم نهایی     | یک‌هشتم نهایی     | یک‌هشتم نهایی     | یک‌هشتم نهایی |   |   | یک‌چهارم نهایی   | یک‌چهارم نهایی   | یک‌چهارم نهایی | یک‌چهارم نهایی        | یک‌چهارم نهایی |  |  | نیمه نهایی | نیمه نهایی | نیمه نهایی | نیمه نهایی | نیمه نهایی |  |  | فینال | فینال | فینال |
|  |                  |                  |                  |                  |              |   |   |                 |                 |               |                      |               |  |  |            |            |            |            |            |  |  |       |       |       |
|  |                  |                  |                  |                  |              |   |   |                 |                 |               |                      |               |  |  |            |            |            |            |            |  |  |       |       |       |
|  | رئال استیلی      | رئال استیلی      | ۰                | ۰                | ۰            |   |   |                 |                 |               |                      |               |  |  |            |            |            |            |            |  |  |       |       |       |
|  | رئال استیلی      | رئال استیلی      | ۰                | ۰                | ۰            |   |   |                 |                 |               |                      |               |  |  |            |            |            |            |            |  |  |       |       |       |
|  | کلمبوس کرو       | کلمبوس کرو       | ۴                | ۱                | ۵            |   |   |                 |                 |               |                      |               |  |  |            |            |            |            |            |  |  |       |       |       |
|  | کلمبوس کرو       | کلمبوس کرو       | ۴                | ۱                | ۵            |   |   | کلمبوس کرو      | کلمبوس کرو      | ۲             | ۰                    | ۲             |  |  |            |            |            |            |            |  |  |       |       |       |
|  |                  |                  |                  |                  |              |   |   | کلمبوس کرو      | کلمبوس کرو      | ۲             | ۰                    | ۲             |  |  |            |            |            |            |            |  |  |       |       |       |
|  |                  |                  | مونتری           | مونتری           | ۲            | ۳ | ۵ |                 |                 |               |                      |               |  |  |            |            |            |            |            |  |  |       |       |       |
|  | اتلتیکو پانتوجا  | اتلتیکو پانتوجا  | مونتری           | مونتری           | ۲            | ۳ | ۵ | ۰               | ۱               | ۱             |                      |               |  |  |            |            |            |            |            |  |  |       |       |       |
|  | اتلتیکو پانتوجا  | اتلتیکو پانتوجا  |                  |                  |              |   |   |                 |                 | ۱             |                      |               |  |  |            |            |            |            |            |  |  |       |       |       |
|  | مونتری           | مونتری           | ۳                | ۳                | ۶            |   |   |                 |                 |               |                      |               |  |  |            |            |            |            |            |  |  |       |       |       |
|  | مونتری           | مونتری           | ۳                | ۳                | ۶            |   |   | مونتری          | مونتری          | ۱             | ۴                    | ۵             |  |  |            |            |            |            |            |  |  |       |       |       |
|  |                  |                  |                  |                  |              |   |   |                 |                 |               |                      |               |  |  |            |            |            |            |            |  |  |       |       |       |
|  |                  |                  | کروز آزول        | کروز آزول        | ۰            | ۱ | ۱ |                 |                 |               |                      |               |  |  |            |            |            |            |            |  |  |       |       |       |
|  | لئون             | لئون             | کروز آزول        | کروز آزول        | ۰            | ۱ | ۱ | ۱               | ۱               | ۲             |                      |               |  |  |            |            |            |            |            |  |  |       |       |       |
|  | لئون             | لئون             |                  |                  |              |   |   |                 |                 | ۲             |                      |               |  |  |            |            |            |            |            |  |  |       |       |       |
|  | تورنتو           | تورنتو           | ۱                | ۲                | ۳            |   |   |                 |                 |               |                      |               |  |  |            |            |            |            |            |  |  |       |       |       |
|  | تورنتو           | تورنتو           | ۱                | ۲                | ۳            |   |   | تورنتو          | تورنتو          | ۱             | ۰                    | ۱             |  |  |            |            |            |            |            |  |  |       |       |       |
|  |                  |                  |                  |                  |              |   |   | تورنتو          | تورنتو          | ۱             | ۰                    | ۱             |  |  |            |            |            |            |            |  |  |       |       |       |
|  |                  |                  | کروز آزول        | کروز آزول        | ۳            | ۱ | ۴ |                 |                 |               |                      |               |  |  |            |            |            |            |            |  |  |       |       |       |
|  | آرکاهای          | آرکاهای          | کروز آزول        | کروز آزول        | ۳            | ۱ | ۴ | ۰               | ۰               | ۰             |                      |               |  |  |            |            |            |            |            |  |  |       |       |       |
|  | آرکاهای          | آرکاهای          |                  |                  |              |   |   | ۰               | ۰               | ۰             | ۲۸ اکتبر – گوادالوپه |               |  |  |            |            |            |            |            |  |  |       |       |       |
|  | کروز آزول        | کروز آزول        | ۰                | ۸                | ۸            |   |   |                 |                 |               |                      |               |  |  |            |            |            |            |            |  |  |       |       |       |
|  | کروز آزول        | کروز آزول        | ۰                | ۸                | ۸            |   |   | مونتری          | مونتری          | ۱             |                      |               |  |  |            |            |            |            |            |  |  |       |       |       |
|  |                  |                  |                  |                  |              |   |   |                 |                 |               |                      |               |  |  |            |            |            |            |            |  |  |       |       |       |
|  |                  |                  | آمریکا           | آمریکا           | ۰            |   |   |                 |                 |               |                      |               |  |  |            |            |            |            |            |  |  |       |       |       |
|  | ماراتن           | ماراتن           | آمریکا           | آمریکا           | ۰            | ۲ | ۰ | ۲               |                 |               |                      |               |  |  |            |            |            |            |            |  |  |       |       |       |
|  | ماراتن           | ماراتن           |                  |                  |              |   |   |                 |                 |               |                      |               |  |  |            |            |            |            |            |  |  |       |       |       |
|  | پورتلند تیمبرز   | پورتلند تیمبرز   | ۲                | ۵                | ۷            |   |   |                 |                 |               |                      |               |  |  |            |            |            |            |            |  |  |       |       |       |
|  | پورتلند تیمبرز   | پورتلند تیمبرز   | ۲                | ۵                | ۷            |   |   | پورتلند تیمبرز  | پورتلند تیمبرز  | ۱             | ۱                    | ۲             |  |  |            |            |            |            |            |  |  |       |       |       |
|  |                  |                  |                  |                  |              |   |   | پورتلند تیمبرز  | پورتلند تیمبرز  | ۱             | ۱                    | ۲             |  |  |            |            |            |            |            |  |  |       |       |       |
|  |                  |                  | آمریکا           | آمریکا           | ۱            | ۳ | ۴ |                 |                 |               |                      |               |  |  |            |            |            |            |            |  |  |       |       |       |
|  | المپیا           | المپیا           | آمریکا           | آمریکا           | ۱            | ۳ | ۴ | ۱               | ۱               | ۲             |                      |               |  |  |            |            |            |            |            |  |  |       |       |       |
|  | المپیا           | المپیا           |                  |                  |              |   |   |                 |                 | ۲             |                      |               |  |  |            |            |            |            |            |  |  |       |       |       |
|  | آمریکا (گ.ز.)    | آمریکا (گ.ز.)    | ۲                | ۰                | ۲            |   |   |                 |                 |               |                      |               |  |  |            |            |            |            |            |  |  |       |       |       |
|  | آمریکا (گ.ز.)    | آمریکا (گ.ز.)    | ۲                | ۰                | ۲            |   |   | آمریکا          | آمریکا          | ۲             | ۲                    | ۴             |  |  |            |            |            |            |            |  |  |       |       |       |
|  |                  |                  |                  |                  |              |   |   |                 |                 |               |                      |               |  |  |            |            |            |            |            |  |  |       |       |       |
|  |                  |                  | فیلادلفیا یونیون | فیلادلفیا یونیون | ۰            | ۰ | ۰ |                 |                 |               |                      |               |  |  |            |            |            |            |            |  |  |       |       |       |
|  | آلاخولنسه        | آلاخولنسه        | فیلادلفیا یونیون | فیلادلفیا یونیون | ۰            | ۰ | ۰ | ۰               | ۰               | ۰             |                      |               |  |  |            |            |            |            |            |  |  |       |       |       |
|  | آلاخولنسه        | آلاخولنسه        |                  |                  |              |   |   |                 |                 | ۰             |                      |               |  |  |            |            |            |            |            |  |  |       |       |       |
|  | آتلانتا یونایتد  | آتلانتا یونایتد  | ۱                | ۱                | ۲            |   |   |                 |                 |               |                      |               |  |  |            |            |            |            |            |  |  |       |       |       |
|  | آتلانتا یونایتد  | آتلانتا یونایتد  | ۱                | ۱                | ۲            |   |   | آتلانتا یونایتد | آتلانتا یونایتد | ۰             | ۱                    | ۱             |  |  |            |            |            |            |            |  |  |       |       |       |
|  |                  |                  |                  |                  |              |   |   | آتلانتا یونایتد | آتلانتا یونایتد | ۰             | ۱                    | ۱             |  |  |            |            |            |            |            |  |  |       |       |       |
|  |                  |                  | فیلادلفیا یونیون | فیلادلفیا یونیون | ۳            | ۱ | ۴ |                 |                 |               |                      |               |  |  |            |            |            |            |            |  |  |       |       |       |
|  | ساپریسا          | ساپریسا          | فیلادلفیا یونیون | فیلادلفیا یونیون | ۳            | ۱ | ۴ | ۰               | ۰               | ۰             |                      |               |  |  |            |            |            |            |            |  |  |       |       |       |
|  | ساپریسا          | ساپریسا          |                  |                  |              |   |   |                 |                 | ۰             |                      |               |  |  |            |            |            |            |            |  |  |       |       |       |
|  | فیلادلفیا یونیون | فیلادلفیا یونیون | ۱                | ۴                | ۵            |   |   |                 |                 |               |                      |               |  |  |            |            |            |            |            |  |  |       |       |       |
|  | فیلادلفیا یونیون | فیلادلفیا یونیون | ۱                | ۴                | ۵            |   |   |                 |                 |               |                      |               |  |  |            |            |            |            |            |  |  |       |       |       |
|  |                  |                  |                  |                  |              |   |   |                 |                 |               |                      |               |  |  |            |            |            |            |            |  |  |       |       |       |

## یک‌هشتم نهایی
در مرحله یک‌هشتم نهایی، مسابقات با قرعه کشی مشخص شد. تیم‌های گلدان ۱ در قرعه کشی، میزبان بازی برگشت بودند.

### خلاصه
بازی‌های رفت در تاریخ ۶ تا ۸ آوریل و بازی‌های برگشت در تاریخ ۱۳ تا ۱۵ آوریل ۲۰۲۱ برگزار شدند.
| تیم ۱           | نتیجه نهایی | تیم ۲            | بازی رفت | بازی برگشت |
| --------------- | ----------- | ---------------- | -------- | ---------- |
| آرکاهای         | ۰–۸         | کروز آزول        | ۰–۰      | ۰–۸        |
| لئون            | ۲–۳         | تورنتو           | ۱–۱      | ۱–۲        |
| اتلتیکو پانتوجا | ۱–۶         | مونتری           | ۰–۳      | ۱–۳        |
| رئال استیلی     | ۰–۵         | کلمبوس کرو       | ۰–۴      | ۰–۱        |
| ساپریسا         | ۰–۵         | فیلادلفیا یونیون | ۰–۱      | ۰–۴        |
| آلاخولنسه       | ۰–۲         | آتلانتا یونایتد  | ۰–۱      | ۰–۱        |
| المپیا          | ۲–۲ (گ.ز.)  | آمریکا           | ۱–۲      | ۱–۰        |
| ماراتن          | ۲–۷         | پورتلند تیمبرز   | ۲–۲      | ۰–۵        |

### مسابقات
| آرکاهای | ۰–۰   | کروز آزول |
| ------- | ----- | --------- |
|         | گزارش |           |

| کروز آزول                                                                                      | ۸–۰   | آرکاهای |
| ---------------------------------------------------------------------------------------------- | ----- | ------- |
| - گوتیه‌رز ۳' - یوتون ۱۱' - هرناندز ۲۵' - مونتویا ۴۹'، ۶۴' - ریس ۶۱' - اسکوبار ۶۹' - آنگولو ۷۶' | گزارش |         |

| لئون       | ۱–۱   | تورنتو                  |
| ---------- | ----- | ----------------------- |
| ناوارو ۲۵' | گزارش | موسکوئرا ۵۱' (گل‌به‌خودی) |

| تورنتو                  | ۲–۱   | لئون         |
| ----------------------- | ----- | ------------ |
| - مولینز ۵۵' - مورو ۷۲' | گزارش | - ناوارو ۸۰' |

| اتلتیکو پانتوجا | ۰–۳   | مونتری                                      |
| --------------- | ----- | ------------------------------------------- |
|                 | گزارش | - یانسن ۳۲' - آ. گونسالس ۴۲' - آلوارادو ۷۰' |

| مونتری                                  | ۳–۱   | اتلتیکو پانتوجا |
| --------------------------------------- | ----- | --------------- |
| - ل. سانچز ۹' - یانسن ۱۴' - گایاردو ۷۹' | گزارش | کابریرا ۶۱'     |

| رئال استیلی | ۰–۴   | کلمبوس کرو                                                |
| ----------- | ----- | --------------------------------------------------------- |
|             | گزارش | - زاردس ۱۹'، ۳۳' - منساه ۲۶' - پدرو سانتوس ۴۵+۱' (پنالتی) |

| کلمبوس کرو        | ۱–۰   | رئال استیلی |
| ----------------- | ----- | ----------- |
| - رایت-فیلیپس ۸۶' | گزارش |             |

| ساپریسا | ۰–۱   | فیلادلفیا یونیون |
| ------- | ----- | ---------------- |
|         | گزارش | - پژیوکو ۳۴'     |

| فیلادلفیا یونیون                                       | ۴–۰   | ساپریسا |
| ------------------------------------------------------ | ----- | ------- |
| - مونتیرو ۴۷' (پنالتی)، ۹۰' - پژیوکو ۵۱' - فونتانا ۵۵' | گزارش |         |

| آلاخولنسه | ۰–۱   | آتلانتا یونایتد      |
| --------- | ----- | -------------------- |
|           | گزارش | - بارکو ۵۰' (پنالتی) |

| آتلانتا یونایتد | ۱–۰   | آلاخولنسه |
| --------------- | ----- | --------- |
| دم ۹۰+۱'        | گزارش |           |

| المپیا       | ۱–۲   | آمریکا                  |
| ------------ | ----- | ----------------------- |
| آربولیدا ۸۹' | گزارش | - وینیاس ۴۱' - دیاز ۴۴' |

| آمریکا | ۰–۱   | المپیا        |
| ------ | ----- | ------------- |
|        | گزارش | - بنگتسون ۵۰' |

| ماراتن                     | ۲–۲   | پورتلند تیمبرز                   |
| -------------------------- | ----- | -------------------------------- |
| - کاستیلو ۳۹' - رامیرز ۶۸' | گزارش | - مورا ۳۵' - تورس ۵۹' (گل‌به‌خودی) |

| پورتلند تیمبرز                                | ۵–۰   | ماراتن |
| --------------------------------------------- | ----- | ------ |
| - چاریا ۱۹'، ۳۶'، ۷۹' - والری ۶۶' - لوریا ۸۹' | گزارش |        |

## یک‌چهارم نهایی
در مرحله یک‌چهارم نهایی، مسابقات به شرح زیر مشخص شدند:
- چ‌ن۱: برنده ه‌ن۱ در مقابل برنده ه‌ن۲
- چ‌ن۲: برنده ه‌ن۳ در مقابل برنده ه‌ن۴
- چ‌ن۳: برنده ه‌ن۵ در مقابل برنده ه‌ن۶
- چ‌ن۴: برنده ه‌ن۷ در مقابل برنده ه‌ن۸

### خلاصه
بازی‌های رفت در تاریخ ۲۷ و ۲۸ آوریل و بازی‌های برگشت در تاریخ ۴ و ۵ مه ۲۰۲۱ برگزار شدند.
| تیم ۱           | نتیجه نهایی | تیم ۲            | بازی رفت | بازی برگشت |
| --------------- | ----------- | ---------------- | -------- | ---------- |
| تورنتو          | ۱–۴         | کروز آزول        | ۱–۳      | ۰–۱        |
| کلمبوس کرو      | ۲–۵         | مونتری           | ۲–۲      | ۰–۳        |
| آتلانتا یونایتد | ۱–۴         | فیلادلفیا یونیون | ۰–۳      | ۱–۱        |
| پورتلند تیمبرز  | ۲–۴         | آمریکا           | ۱–۱      | ۱–۳        |

### مسابقات
| تورنتو        | ۱–۳   | کروز آزول                      |
| ------------- | ----- | ------------------------------ |
| - اوسوریو ۲۰' | گزارش | - آنگولو ۳'، ۳۴' - آگویلار ۵۸' |

| کروز آزول  | ۱–۰   | تورنتو |
| ---------- | ----- | ------ |
| آنگولو ۲۸' | گزارش |        |

| کلمبوس کرو                     | ۲–۲   | مونتری                     |
| ------------------------------ | ----- | -------------------------- |
| - والنسوئلا ۶۶' - زلارایان ۸۷' | گزارش | - لوبا ۹' - آلوارادو ۹۰+۳' |

| مونتری                    | ۳–۰   | کلمبوس کرو |
| ------------------------- | ----- | ---------- |
| - مسا ۳'، ۲۶' - لایون ۷۱' | گزارش |            |

| آتلانتا یونایتد | ۰–۳   | فیلادلفیا یونیون                |
| --------------- | ----- | ------------------------------- |
|                 | گزارش | - پژیوکو ۵۷'، ۷۳' - فونتانا ۸۶' |

| فیلادلفیا یونیون | ۱–۱   | آتلانتا یونایتد |
| ---------------- | ----- | --------------- |
| - پژیوکو ۸۸'     | گزارش | - سوسا ۴۵+۲'    |

| پورتلند تیمبرز        | ۱–۱   | آمریکا                   |
| --------------------- | ----- | ------------------------ |
| - مورا ۹۰+۷' (پنالتی) | گزارش | - مارتینس ۴۵+۱' (پنالتی) |

| آمریکا                                 | ۳–۱   | پورتلند تیمبرز       |
| -------------------------------------- | ----- | -------------------- |
| - وینیاس ۲۱'، ۵۹' (پنالتی) - سوارز ۷۰' | گزارش | - والری ۶۴' (پنالتی) |

## نیمه نهایی
در مرحله نیمه نهایی، مسابقات به شرح زیر مشخص شدند:
- ن‌ن۱: برنده چ‌ن۱ در مقابل برنده چ‌ن۲
- ن‌ن۲: برنده چ‌ن۳ در مقابل برنده چ‌ن۴تیم‌های راه‌یافته به نیمه نهایی که در مراحل قبلی عملکرد بهتری داشتند، میزبان بازی برگشت بودند.

| رتبه    | تیم              | بازی | برد | مساوی | باخت | گل زده | گل خورده | گل تفاضل | امتیاز | میزبان     |
| ------- | ---------------- | ---- | --- | ----- | ---- | ------ | -------- | -------- | ------ | ---------- |
| ۱ (ن‌ن۱) | کروز آزول        | ۴    | ۳   | ۱     | ۰    | ۱۲     | ۱        | ۱۱+      | ۱۰     | بازی برگشت |
| ۲ (ن‌ن۱) | مونتری           | ۴    | ۳   | ۱     | ۰    | ۱۱     | ۳        | ۸+       | ۱۰     | بازی رفت   |
|         |                  |      |     |       |      |        |          |          |        |            |
| ۱ (ن‌ن۲) | فیلادلفیا یونیون | ۴    | ۳   | ۱     | ۰    | ۹      | ۱        | ۸+       | ۱۰     | بازی برگشت |
| ۲ (ن‌ن۲) | آمریکا           | ۴    | ۲   | ۱     | ۱    | ۶      | ۴        | ۲+       | ۷      | بازی رفت   |

### خلاصه
بازی‌های رفت در تاریخ ۱۱ و ۱۲ اوت و بازی‌های برگشت در تاریخ ۱۵ و ۱۶ سپتامبر ۲۰۲۱ برگزار شدند.
| تیم ۱  | نتیجه نهایی | تیم ۲            | بازی رفت | بازی برگشت |
| ------ | ----------- | ---------------- | -------- | ---------- |
| مونتری | ۵–۱         | کروز آزول        | ۱–۰      | ۴–۱        |
| آمریکا | ۴–۰         | فیلادلفیا یونیون | ۲–۰      | ۲–۰        |

### مسابقات
| مونتری   | ۱–۰   | کروز آزول |
| -------- | ----- | --------- |
| - مسا ۹' | گزارش |           |

| کروز آزول   | ۱–۴   | مونتری                                     |
| ----------- | ----- | ------------------------------------------ |
| - پیندا ۱۰' | گزارش | - مسا ۷' - ورگارا ۱۷' - فونز موری ۲۴'، ۵۲' |

| آمریکا                                | ۲–۰   | فیلادلفیا یونیون |
| ------------------------------------- | ----- | ---------------- |
| - ر. سانچز ۱۷' - آگویلرا ۸۰' (پنالتی) | گزارش |                  |

| فیلادلفیا یونیون | ۰–۲   | آمریکا                     |
| ---------------- | ----- | -------------------------- |
|                  | گزارش | - بندتی ۷۹' - مارتین ۹۰+۳' |

## فینال
در فینال (برنده ن‌ن۱ در مقابل برنده ن‌ن۲)، فینالیستی که در مراحل قبلی عملکرد بهتری داشت، میزبان بازی برگشت بود.

| رتبه | تیم    | بازی | برد | مساوی | باخت | گل زده | گل خورده | گل تفاضل | امتیاز | فینال  |
| ---- | ------ | ---- | --- | ----- | ---- | ------ | -------- | -------- | ------ | ------ |
| ۱    | مونتری | ۶    | ۵   | ۱     | ۰    | ۱۶     | ۴        | ۱۲+      | ۱۶     | میزبان |
| ۲    | آمریکا | ۶    | ۴   | ۱     | ۱    | ۱۰     | ۴        | ۶+       | ۱۳     |        |

### مسابقه
این مسابقه در تاریخ ۲۸ اکتبر ۲۰۲۱ برگزار شد.
| مونتری         | ۱–۰   | آمریکا |
| -------------- | ----- | ------ |
| - فونز موری ۹' | گزارش |        |

## گلزنان برتر
| رتبه | بازیکن           | باشگاه           | مرحله | مرحله | مرحله | مرحله | مرحله | مرحله | مرحله | مجموع |
| رتبه | بازیکن           | باشگاه           | ه‌ن۱   | ه‌ن۲   | چ‌ن۱   | چ‌ن۲   | ن‌ن۱   | ن‌ن۲   | ف     | مجموع |
| ---- | ---------------- | ---------------- | ----- | ----- | ----- | ----- | ----- | ----- | ----- | ----- |
| ۱    | کاسپر پژیوکو     | فیلادلفیا یونیون | ۱     | ۱     | ۲     | ۱     |       |       |       | ۵     |
| ۲    | برایان آنگولو    | کروز آزول        |       | ۱     | ۲     | ۱     |       |       |       | ۴     |
| ۲    | ماکسیمیلیانو مسا | مونتری           |       |       |       | ۲     | ۱     | ۱     |       | ۴     |
| ۴    | ییمی چاریا       | پورتلند تیمبرز   |       | ۳     |       |       |       |       |       | ۳     |
| ۴    | روگلیو فونز موری | مونتری           |       |       |       |       |       | ۲     | ۱     | ۳     |
| ۴    | فدریکو وینیاس    | آمریکا           | ۱     |       |       | ۲     |       |       |       | ۳     |
| ۷    | خوزه آلوارادو    | مونتری           | ۱     |       | ۱     |       |       |       |       | ۲     |
| ۷    | آنتونی فونتانا   | فیلادلفیا یونیون |       | ۱     | ۱     |       |       |       |       | ۲     |
| ۷    | وینسنت یانسن     | مونتری           | ۱     | ۱     |       |       |       |       |       | ۲     |
| ۷    | خامیرو مونتیرو   | فیلادلفیا یونیون |       | ۲     |       |       |       |       |       | ۲     |
| ۷    | والتر مونتویا    | کروز آزول        |       | ۲     |       |       |       |       |       | ۲     |
| ۷    | فلیپه مورا       | پورتلند تیمبرز   | ۱     |       | ۱     |       |       |       |       | ۲     |
| ۷    | فرناندو ناوارو   | لئون             | ۱     | ۱     |       |       |       |       |       | ۲     |
| ۷    | دیگو والری       | پورتلند تیمبرز   |       | ۱     |       | ۱     |       |       |       | ۲     |
| ۷    | جیاسی زاردس      | کلمبوس کرو       | ۲     |       |       |       |       |       |       | ۲     |

## جوایز
| جایزه                 | بازیکن           | باشگاه           |
| --------------------- | ---------------- | ---------------- |
| توپ طلایی             | روگلیو فونز موری | مونتری           |
| کفش طلایی             | کاسپر پژیوکو     | فیلادلفیا یونیون |
| دستکش طلایی           | گیرمو اوچوا      | آمریکا           |
| بهترین بازیکن جوان    | فدریکو وینیاس    | آمریکا           |
| جایزه بازی جوانمردانه | —                | مونتری           |

| موقعیت | بازیکن           | تیم              |
| ------ | ---------------- | ---------------- |
| GK     | گیرمو اوچوا      | آمریکا           |
| DF     | خسوس گایاردو     | مونتری           |
| DF     | سباستین وگاس     | مونتری           |
| DF     | ریچارد سانچز     | آمریکا           |
| MF     | خامیرو مونتیرو   | فیلادلفیا یونیون |
| MF     | الوارو فیدالگو   | América          |
| MF     | ماکسیمیلیانو مسا | مونتری           |
| MF     | فدریکو وینیاس    | آمریکا           |
| FW     | والتر مونتویا    | کروز آزول        |
| FW     | روگلیو فونز موری | مونتری           |
| FW     | کاسپر پژیوکو     | فیلادلفیا یونیون |